# Carduus nyaradyanus
Carduus nyaradyanus là một loài thực vật có hoa trong họ Cúc. Loài này được Degen ex Nyár. mô tả khoa học đầu tiên năm 1913.